# La granja Tolima
La granja Tolima es una versión colombiana del programa de telerrealidad La granja creado por la productora sueca Strix, creadores también de Supervivientes (Survivor) y El bar (The Bar). Este formato fue vendido a más de 40 países en todo el mundo, convirtiéndose en uno de los más populares Reality Shows del mundo.[cita requerida] En algunos países, el formato es producido en asociación con Endemol.

## Argumento
Reality colombiano realizado en el departamento del Tolima, basado con pruebas y retos en el campo realizados en una cabaña o finca, junto con animales; Gradualmente los competidores se van eliminando uno a uno, hasta la final los últimos 2 participantes se disputan por ser el ganador del programa y recompensa monetaria.

## Temporadas

### Participantes

#### Primera temporada (2004)
| Participantes                   |
| ------------------------------- |
| Miguel 'El Happy' Lora          |
| María Teresa 'La Tata' Castro   |
| Fabio Campo                     |
| Tatiana Castro                  |
| Juan Manuel Correal             |
| Juan Fernando Fonseca (Fonseca) |
| Juan Pablo García               |
| Natalia Guerrero                |
| Juana Mariño                    |
| Catalina Maya                   |
| Andrea Nocetti                  |
| Alejandro Pineda                |
| Elodia Porras                   |
| Sandra Salvino                  |
| Guillermo Vives                 |
| Lucas Jaramillo                 |

#### Segunda temporada (2010)
| Participantes                   |
| ------------------------------- |
| Benjamín Herrera                |
| Stephanie Coymat                |
| Juan David "El pollo" Echeverri |
| Juan Pablo Posada               |
| Willington Ortiz                |
| Emma Carolina Cruz              |
| Johanna Uribe                   |
| Martha Lucía Gnecco             |
| Julio Nava                      |
| Cecilia "La Chechi" Baena       |
| Prieto Sighinolfi               |
| Ana María Pulido                |
| Natalia Tobón                   |
| Julián Martínez "Riko"          |
| Fray Quintero "Boyacoman"       |
| Ana Victoria Beltrán            |
| Mariana Dávalos                 |
| Salomón Cabrera                 |